# Panariello non esiste
Panariello non esiste è stato un varietà televisivo italiano andato in onda dal Teatro 5 di Cinecittà a Roma in prima serata su Canale 5 dal 5 al 26 marzo 2012 per quattro puntate con la conduzione di Giorgio Panariello.
Fu anche replicato dal 29 giugno al 20 luglio 2013.

## Il programma
Il programma consiste in un varietà tradizionale, con ospiti, gag, una serie di monologhi e cabaret, personaggi nuovi e originali che descrivono avvenimenti, atteggiamenti, comportamenti e sentimenti. Il conduttore è affiancato dalla cantante Nina Zilli e un'altra conduttrice diversa ogni settimana. Inoltre, ci sono incursioni dell'illusionista Gaetano Triggiano e della compagnia circense Les Farfadais.
Oltre ad un'orchestra di 24 elementi, diretta da Franco Micalizzi, e un corpo di ballo guidato dal coreografo Bill Goodson, partecipa costantemente alla trasmissione anche il trombettista jazz Fabrizio Bosso.

## Puntate
| Puntata | Data          | Tema                             | Ospiti | Telespettatori | Share  |
| ------- | ------------- | -------------------------------- | --- | -------------- | ------ |
| 1       | 5 marzo 2012  | La realtà che supera la fantasia | Tiziano Ferro, Vincenzo Salemme, Carlo Conti, Micaela Ramazzotti, James Taylor e Salvo Sottile                                          | 6 581 000      | 27,29% |
| 2       | 12 marzo 2012 | Amore                            | Michel Teló, Francesco Renga, Vanessa Incontrada, Enrico Brignano, Alessandro Preziosi e Joaquín Cortés                                 | 5 389 000      | 21,80% |
| 3       | 19 marzo 2012 | I nuovi linguaggi                | Claudio Baglioni, Giovanni Baglioni, Massimo Ranieri, Rocco Papaleo, Massimo Ghini, Martina Stella, Giuliano Sangiorgi ed Alessio Vinci | 4 650 000      | 20,85% |
| 4       | 26 marzo 2012 | Essere e apparire                | Laura Pausini, Raffaella Carrà, Renato Zero, Biagio Antonacci e Chiara Francini                                                         | 5 484 000      | 25,19% |
| Media   | Media         | Media                            | Media | 5 526 000      | 23,78% |